# Jernej Koblar
Jernej Koblar (ur. 30 września 1971 w Jesenicach) – słoweński narciarz alpejski.

## Kariera
W zawodach Pucharu Świata Jernej Koblar zadebiutował 22 grudnia 1992 roku w Bad Kleinkirchheim, zajmując 54. miejsce w supergigancie. Pierwsze pucharowe punkty wywalczył niecałe dwa lata później, 18 grudnia 1994 roku w Val d’Isère, gdzie zajął 25. miejsce w gigancie. Nigdy nie stanął na podium zawodów pucharowych; był między innymi ósmy w supergigancie 11 marca 1999 roku w Sierra Nevada. Najlepsze wyniki osiągał w sezonie 1998/1999, kiedy zajął 65. miejsce w klasyfikacji generalnej, a klasyfikacji supergiganta był siedemnasty. Nigdy nie wystąpił na mistrzostwach świata juniorów
Kilkukrotnie startował na mistrzostwach świata, najlepszy wynik osiągając podczas mistrzostw świata w Sestriere w 1997 roku, gdzie był dziesiąty w kombinacji. Był też między innymi dwunasty w tej samej konkurencji na rozgrywanych rok wcześniej mistrzostwach świata w Sierra Nevada. W 2002 roku wystartował na igrzyskach olimpijskich w Salt Lake City, gdzie jego najlepszym wynikiem było dziewiąte miejsce w kombinacji. Brał również udział w dwóch poprzednich edycjach igrzysk olimpijskich, jednak plasował się poza czołową dziesiątką. Wielokrotnie zdobywał medale mistrzostw Słowenii, w tym sześć złotych: w gigancie w latach 1996, 2000 i 2002, w zjeździe w 1999 roku oraz w kombinacji i supergigancie rok później. W styczniu 2004 roku zakończył karierę.
Jego żoną jest słoweńska biathlonistka Andreja Koblar.

## Osiągnięcia

### Igrzyska olimpijskie
| Miejsce | Dzień     | Rok  | Miejscowość    | Konkurencja | Czas biegu  | Strata  | Zwycięzca           |
| ------- | --------- | ---- | -------------- | ----------- | ----------- | ------- | ------------------- |
| 29.     | 17 lutego | 1994 | Lillehammer    | Supergigant | 1:32,53 min | +2,63 s | Markus Wasmeier     |
| 22.     | 23 lutego | 1994 | Lillehammer    | Gigant      | 2:52,46 min | +4,21 s | Markus Wasmeier     |
| DNF     | 12 lutego | 1998 | Nagano         | Kombinacja  | 3:08,06 min | -       | Mario Reiter        |
| 20.     | 13 lutego | 1998 | Nagano         | Zjazd       | 1:50,11 min | +2,68 s | Jean-Luc Crétier    |
| 17.     | 16 lutego | 1998 | Nagano         | Supergigant | 1:34,82 min | +2,02 s | Hermann Maier       |
| 22.     | 19 lutego | 1998 | Nagano         | Gigant      | 2:38,51 min | +5,45 s | Hermann Maier       |
| 33.     | 10 lutego | 2002 | Salt Lake City | Zjazd       | 1:39,13 min | +3,18 s | Fritz Strobl        |
| 9.      | 13 lutego | 2002 | Salt Lake City | Kombinacja  | 3:17,56 min | +5,91 s | Kjetil André Aamodt |
| 15.     | 16 lutego | 2002 | Salt Lake City | Supergigant | 1:21,58 min | +2,24 s | Kjetil André Aamodt |
| 18.     | 21 lutego | 2002 | Salt Lake City | Gigant      | 2:23,28 min | +3,08 s | Stephan Eberharter  |

### Mistrzostwa świata
| Miejsce | Dzień       | Rok  | Miejscowość          | Konkurencja | Czas biegu  | Strata  | Zwycięzca                |
| ------- | ----------- | ---- | -------------------- | ----------- | ----------- | ------- | ------------------------ |
| 28.     | 13 lutego   | 1996 | Sierra Nevada        | Supergigant | 1:21,80 min | +2,57 s | Atle Skårdal             |
| 40.     | 17 lutego   | 1996 | Sierra Nevada        | Zjazd       | 2:00,17 min | +4,86 s | Patrick Ortlieb          |
| 12.     | 19 lutego   | 1996 | Sierra Nevada        | Kombinacja  | 3:31,95 min | +4,56 s | Marc Girardelli          |
| DNF2    | 23 lutego   | 1996 | Sierra Nevada        | Gigant      | 1:58,63 min | -       | Alberto Tomba            |
| 16.     | 3 lutego    | 1997 | Sestriere            | Supergigant | 1:29,68 min | +1,37 s | Atle Skårdal             |
| 10.     | 6 lutego    | 1997 | Sestriere            | Kombinacja  | 3:10,40 min | +5,90 s | Kjetil André Aamodt      |
| 14.     | 12 lutego   | 1997 | Sestriere            | Gigant      | 2:48,23 min | +4,39 s | Michael von Grünigen     |
| DNF     | 2 lutego    | 1999 | Vail                 | Supergigant | 1:14,53 min | -       | Lasse Kjus Hermann Maier |
| 31.     | 6 lutego    | 1999 | Vail                 | Zjazd       | 1:40,60 min | +6,53 s | Hermann Maier            |
| DNF2    | 12 lutego   | 1999 | Vail                 | Gigant      | 2:19,31 min | -       | Lasse Kjus               |
| 15.     | 31 stycznia | 2001 | St. Anton am Arlberg | Supergigant | 1:21,46 min | +1,79 s | Daron Rahlves            |
| 18.     | 8 lutego    | 2001 | St. Anton am Arlberg | Gigant      | 2:23,80 min | +3,92 s | Michael von Grünigen     |

### Puchar Świata

#### Miejsca w klasyfikacji generalnej
- sezon 1994/1995: 113.
- sezon 1995/1996: 74.
- sezon 1996/1997: 105.
- sezon 1997/1998: 116.
- sezon 1998/1999: 65.
- sezon 1999/2000: 79.
- sezon 2000/2001: 64.
- sezon 2001/2002: 85.
- sezon 2002/2003: 130.

#### Miejsca na podium w zawodach
Koblar nigdy nie stanął na podium zawodów PŚ.